# 15 juin 1957
Le samedi 15 juin 1957 est le 166e jour de l'année 1957.

## Naissances
- Dominique Deruddere, réalisateur, acteur, producteur belge ;
- João Paulo de Lima Filho, joueur attaquant international brésilien de football ;
- Bill Bolling, homme politique américain ;
- Zhang Guimei, pédagogue chinoise ;
- André Mba Obame, homme politique gabonais ;
- Raj Rajaratnam, fondateur et le PDG en 2009 de Galleon ;
- Christine Wodrascka, pianiste française.

## Décès
- Bolla Francis (né le 8 juin 1882), joueur de rugby à XV ;
- Norina Matchabelli (née le 3 mars 1880), actrice de théâtre et de cinéma.

## Événements
- Finale du tournoi dames de tennis de Beckenham de l'année 1957,
- Fin du championnat du Venezuela de football de la même année,
- Adrianus Johannes Simonis est ordonné prêtre.